# Parafia Najświętszego Odkupiciela w Grodnie
Parafia Najświętszego Odkupiciela w Grodnie – rzymskokatolicka parafia znajdująca się w Grodnie, na Dziewiatówce, w diecezji grodzieńskiej, w dekanacie Grodno-Wschód, na Białorusi. Parafię prowadzą redemptoryści.
Parafia oprócz części Grodna obejmuje również 11 podgrodzieńskich wsi. Posiada kaplice w Rusocie.

## Historia
W 1993 biskup grodzieński Aleksander Kaszkiewicz erygował parafię Najświętszego Odkupiciela w Grodnie i powierzył ją redemptorystom. W 1994 powstała tymczasowa kaplica. W 1997 rozpoczęto budowę kościoła parafialnego i ośrodka duszpasterskiego redemptorystów w Grodnie.